# Trold (film)
|  | Denne artikel er oprettet af botten Steenthbot ud fra en ekstern database. Den kan derfor have sproglige fejl eller mangler. Denne skabelon kan fjernes efter kontrol af indholdet. |

Trold er en dansk kortfilm fra 2013 instrueret af Fili Seifert.

## Handling
Trold er historien om troens og tilgivelsens nødvendighed, når det værst tænkelige sker. I "Trold" følger vi den religiøse og gravide pige Mille på 13 år, der lever et liv med seksuelle overgreb. Mille og hendes mor deler den brutale tilværelse på landet under farens skånselsløse tyranni, der doseres igennem religiøse doktriner.

## Medvirkende
- Cecilie Larsen Ellebye
- Thomas Kirk
- Linda Elvira
- Kenneth Christensen
- Søren Lambert Mühldorff
- Micas Wolff